# Euadenia eminens
Euadenia eminens är en kaprisväxtart som beskrevs av Joseph Dalton Hooker. Euadenia eminens ingår i släktet Euadenia och familjen kaprisväxter. Inga underarter finns listade i Catalogue of Life.